# Tym
La Tym (en russe : Тым) est  une rivière de Sibérie occidentale en Russie. C'est un affluent droit de l'Ob, qui prend sa source dans le krai de Krasnoïarsk puis coule dans l'oblast de Tomsk. 

## Géographie
La Tym est longue de 950 km. Son bassin a une superficie de 32 000 km2, c'est-à-dire un peu plus que celle de la Belgique. Son débit moyen est de 240 m3/s. 
La Tym prend naissance dans la partie orientale de la grande plaine de Sibérie occidentale et coule en règle générale en direction de l'ouest ou de l'ouest-sud-ouest. Elle traverse une région presque totalement marécageuse, sans baigner d'agglomérations de quelque importance. Elle finit par se jeter dans l'Ob au niveau de la localité d'Oust-Tym, entre les villes de Nazino et de Kargassok.

## Navigabilité
Comme tous les cours d'eau sibériens, la rivière est gelée durant une longue période. Elle est prise dans les glaces d'octobre/début novembre à fin avril/début mai.
En dehors de cette période, elle est navigable sur 560 kilomètres depuis le confluent avec l'Ob.

## Hydrométrie - Les débits à Napas
Le débit de la Tym a été observé pendant 61 ans (sur la période 1937-2000) à Napas, petite ville située à quelque 272 kilomètres de son confluent avec l'Ob. 
Le débit inter annuel moyen ou module observé à Napas durant cette période était de 191 m3/s pour une surface prise en compte de 24 500 km2, soit plus ou moins 76 % de la totalité du bassin versant de la rivière qui en compte 32 300.
La lame d'eau écoulée dans le bassin atteint donc le chiffre de 246 millimètres par an, ce qui peut être considéré comme assez élevé dans le contexte du bassin de l'Ob caractérisé par un écoulement plutôt faible. 
Le débit moyen mensuel observé en mars (minimum d'étiage) atteint 59,2 m3/s, soit plus ou moins 9,5 % du débit moyen du mois de juin (maximum de l'année avec 629 m3/s), ce qui montre l'amplitude, assez modérée pour la Sibérie, des variations saisonnières.
Sur la période d'observation de 61 ans, le débit mensuel minimal a été de 39,4 m3/s en mars 1943, tandis que le débit mensuel maximal s'est élevé à 1 060 m3/s en juin 1970.
En considérant la seule période estivale, libre de glaces (de mai à octobre inclus), le débit mensuel minimal observé a été de 72,6 m3/s en octobre 1938, niveau restant encore confortable. Un débit mensuel estival inférieur à 80 m3/s est rare, voire exceptionnel. 